# Verlag Rote Zahlen
Der Verlag Rote Zahlen mit Sitz in Buxtehude wurde von Hans-Joachim Griebe im Jahr 2012 gegründet.